# Anabas
Anabas es un género de peces de la familia Anabantidae. Fue descrito por Hippolyte Cloquet en 1816. Habitan tanto en aguas salobres como dulces.

## Especies
- Anabas cobojius (F. Hamilton, 1822)
- Anabas testudineus (Bloch, 1792)